# Lijst van beschermd erfgoed in de gemeente Bech
In deze lijst van beschermd erfgoed in de gemeente Bech zijn alle geclassificeerde nationale monumenten van de Luxemburgse gemeente Bech opgenomen.

## Monumenten per plaats

### Altrier(Altréier)
| Object  | Bouwjaar/architect | Locatie | Datum beschermd?     | Coördinaten | Afbeelding |
| ------- | ------------------ | ------- | -------------------- | ----------- | ---------- |
| Terrein |                    |         | 4 februari 2005 (MN) |             |            |

### Hersberg(Heeschbrech)
| Object                                                     | Bouwjaar/architect | Locatie         | Datum beschermd?      | Coördinaten | Afbeelding |
| ---------------------------------------------------------- | ------------------ | --------------- | --------------------- | ----------- | ---------- |
| Eik, genoemd 'Bildchenkuescht op der Schanz'               |                    | 'beim Bildchen' | 7 mei 2004 (MN)       |             |            |
| Huis gebouwd op romeinse fundamenten (genoemd 'Komeshaus') | 1754               |                 | 8 september 2009 (IS) |             |            |

### Zittig(Zëtteg)
| Object    | Bouwjaar/architect | Locatie         | Datum beschermd?     | Coördinaten | Afbeelding |
| --------- | ------------------ | --------------- | -------------------- | ----------- | ---------- |
| Boerderij | 17e eeuw           | 5, Duerfstrooss | 12 oktober 2007 (MN) |             |            |

## Bron
- Liste des immeubles et objets classés monuments nationaux ou inscrits à l'inventaire supplémentaire